# ZX 오토
ZX 오토(영어: ZX Auto)는 중국의 SUV 및 픽업 트럭 제조 업체로,1999년에 설립되었다.